# ОШ „Војислав Илић Млађи” Хум
ОШ „Војислав Илић Млађи” у Хуму је једна од установа основног образовања на територији градске општине Црвени крст града Ниша.
Не постоје писани подаци када је школа почела са радом, али на основу датирања која су објављена у „Историји Ниша”, почела је 1896. године. Први учитељ који је службовао у Хуму 1896/97. био је Јован Стојановић, а затим Панта Илић, Михајло Јовановић и Добривоје Петровић.
По ослобођењу, дат је велики значај обнови образовања изградњом и проширењем мреже школа. Тако је у Хуму почела са радом нова општинска школа, од тврдог материјала са две учионице и три просторије за учитеље. Школа је имала књижни фонд од 20 књига, у то време просек за школе на селу. Школске 1924/25. године школа је имала 109 ученика. Школске 1953/54. године одлуком Народног одбора среза Ниша, четвороразредна школа у Хуму прерасла је у петоразредну, обухватајући децу из Хума, Рујника, Лесковика и Горњег Комрена.